# رجینا زرنی رابرتز
رجینا زرنی رابرتز (به انگلیسی: Regina Zernay Roberts) (زاده ۵ دسامبر ۱۹۷۲) خواننده، ترانه‌سرا آمریکایی است.